# 関屋綾子
関屋 綾子（せきや あやこ、1915年9月2日 - 2002年10月12日）は、日本の平和運動家。東京YWCA、日本YWCA会長を務めた。

## 略歴
1915年、東京府（現・東京都）に牧師の森明の娘として生まれる。1953年頃より夫の関屋光彦と調布市深大寺で深大寺学寮を営む。1984年からは世界平和アピール七人委員会の委員となる。原爆の図丸木美術館館長を1990年から2001年6月まで務める。
1998年に、キリスト教界における長年の功績が認められ、日本キリスト教文化協会よりキリスト教功労者の表彰を受けた。

## 家族・親族
綾子は森有礼の孫娘として生まれ（祖母の森寛子は岩倉具視の娘である）、宮内官僚・関屋貞三郎の三男・光彦に嫁いだ。関屋貞三郎の長女・淑子が外交官の木内良胤（官選京都府知事・木内重四郎の長男）に嫁いでいるため、関屋家は木内家を通じて三菱財閥の創業者一族・岩崎家と姻戚関係にある一族であるといえる（重四郎の妻、すなわち良胤の母・磯路が三菱の創業者・岩崎弥太郎の次女）。なお綾子の兄にフランス文学者・森有正がいる。

## 著作

### 単著
- 『道はるかに―若き友との往復書簡』（日本基督教団出版局、1959年）
- 『一本の樫の木―淀橋の家の人々』日本基督教団出版局、1981年）
- 『女たちは核兵器をゆるさない』（岩波書店、1982年）
- 『風の翼―はるかなる地平をめざして』（日本基督教団出版局、1985年）
- 『ふり返る野辺の道』（日本基督教団出版局、2000年）

### 共著
- 『友情と恋愛』岩浅農也、関屋綾子 著（日本基督教団出版局、1961年）